# Aleja (nakupovalno središče)
Aleja nakupovalno središče d.o.o., s krajšim imenom Aleja d.o.o., je nakupovalno središče v Ljubljani. Odprli so ga maja 2020.

## Gradnja in otvoritev
Gradnja je stala približno 150 milijonov evrov in se je začela jeseni 2017. Načrtovana otvoritev 19. marca 2020 je bila odpovedana zaradi pandemije covid-19. V omejenem obsegu se je center odprl 8. maja, v polnem pa 20. maja 2020.

## Značilnosti
Ima 32.000 m2 površine, dve nadstropji ter 80 trgovin in lokalov. Fasada posnema luske zmaja.

## Upravljanje
Je del evropske mreže nakupovalnih centrov SPAR European Shopping Centers in last avstrijske družbe Spar Holding AG s sedežem v Salzburgu.